# Mount Nirvana
Mount Nirvana – szczyt na Terytoriach Północno-Zachodnich, w Kanadzie, w paśmie Backbone Ranges. Jego wysokość wynosi 2773 m n.p.m. i jest najwyższym szczytem na Terytoriach Północno-Zachodnich. Po raz pierwszy został zdobyty w 1965.